# Северни смеђи киви
Северни смеђи киви (лат. Apteryx mantelli) је врста птице тркачице. Ендем је Новог Зеланда. Северни смеђи киви живи на северном острву углавном у регионима Северна Земља и Таранаки, са малим раштрканим популацијама. Показао је завидну отпорност. Живи у суптропским и умереним шумама. До 2000. године је сматран истом врстом као и Јужни смеђи киви, и још увек је по некима.

## Опис
Женке су високе око 40 центиметара, а тешке су око 2,8 килограма. Мужјаци су тешки 2,2 килограма. Перје је прошарано црвено-смеђим пругама.
Као и сви кивији, храни се бескичмењацима. Гнезди се 2-3 пута годишње, и сваки пут се у гнезду налазе 2 јаја. Птићи самостални постају недељу дана након изласка из гнезда. Тада се потпуно сами брину о себи.

## Распрострањеност и станиште
Северни смеђи киви живи широм Северног острва, у региону Северна Земља, у околини града Коромандела, источном делу Северног острва, острвима Ароха, Литл Бариер, Кавеј и Понуи, и регијама Вангануи и Таранаки. Станишта су му суптропске и умерене шуме, травњаци и шикаре, што гушће то боље.